# Sakala (Estland)
Sakala was een oud Estisch graafschap dat voor het eerst werd genoemd in de vroege 13e eeuw in Kroniek van Hendrik van Lijfland. Gelegen in het noordwesten van Lijfland, omvatte Sakala ongeveer de huidige gebieden van Viljandimaa, de zuidelijke helft van Pärnumaa en het westelijke derde deel van Valgamaa. Het was het zuidelijkste van de oude Estische graafschappen. Volgens sommige hypothesen werden de mensen van Sakala geassocieerd met de Sosols, een stam genoemd in oude Oost-Slavische kronieken. Na de Noordelijke kruistochten werd Sakala een deel van de Lijflandse Confederatie. In de Sackaliaanse folklore werden de naburige Ugauniërs beschouwd als vijandige krijgers en rovers.